# Вольфрамс-Эшенбах
Вольфрамс-Эшенбах (нем. Wolframs-Eschenbach) — город в Германии, в земле Бавария.
Подчинён административному округу Средняя Франкония. Входит в состав района Ансбах. Население составляет 2872 человека (на 31 декабря 2010 года). Занимает площадь 25,47 км². Официальный код — 09 5 71 229.
Город подразделяется на 10 городских районов.
Город впервые упомянут в XI веке и до 1917 года назывался Обер Эшенбах. Затем он получил своё современное двойное имя в связи с укрепившейся уверенностью, что здесь в здании городской церкви похоронен автор «Парцифаля» миннезингер Вольфрам фон Эшенбах. Эта церковь, как и многие в Германии церкви, посвящённые Деве Марии, называется Liebfrauenmünster.

## Население
По оценке на 31 декабря 2015 года население общины Вольфрамс-Эшенбах составляет 3045 чел. 

| Дата      | 1840 | 1871 | 1900 | 1925 | 1939 | 1950 | 1961 | 1970 | 1987 | 2011 |
| --------- | ---- | ---- | ---- | ---- | ---- | ---- | ---- | ---- | ---- | ---- |
| Население | 1503 | 1414 | 1458 | 1529 | 1437 | 2114 | 1997 | 2018 | 2086 | 2771 |

| Год       | 1960 | 1970 | 1980 | 1990 | 2000 | 2009 | 2010 | 2011 | 2012 | 2013 | 2014 | 2015 |
| --------- | ---- | ---- | ---- | ---- | ---- | ---- | ---- | ---- | ---- | ---- | ---- | ---- |
| Население | 2010 | 2029 | 2022 | 2220 | 2897 | 2872 | 2872 | 2770 | 2817 | 2923 | 2934 | 3045 |

## Города-побратимы

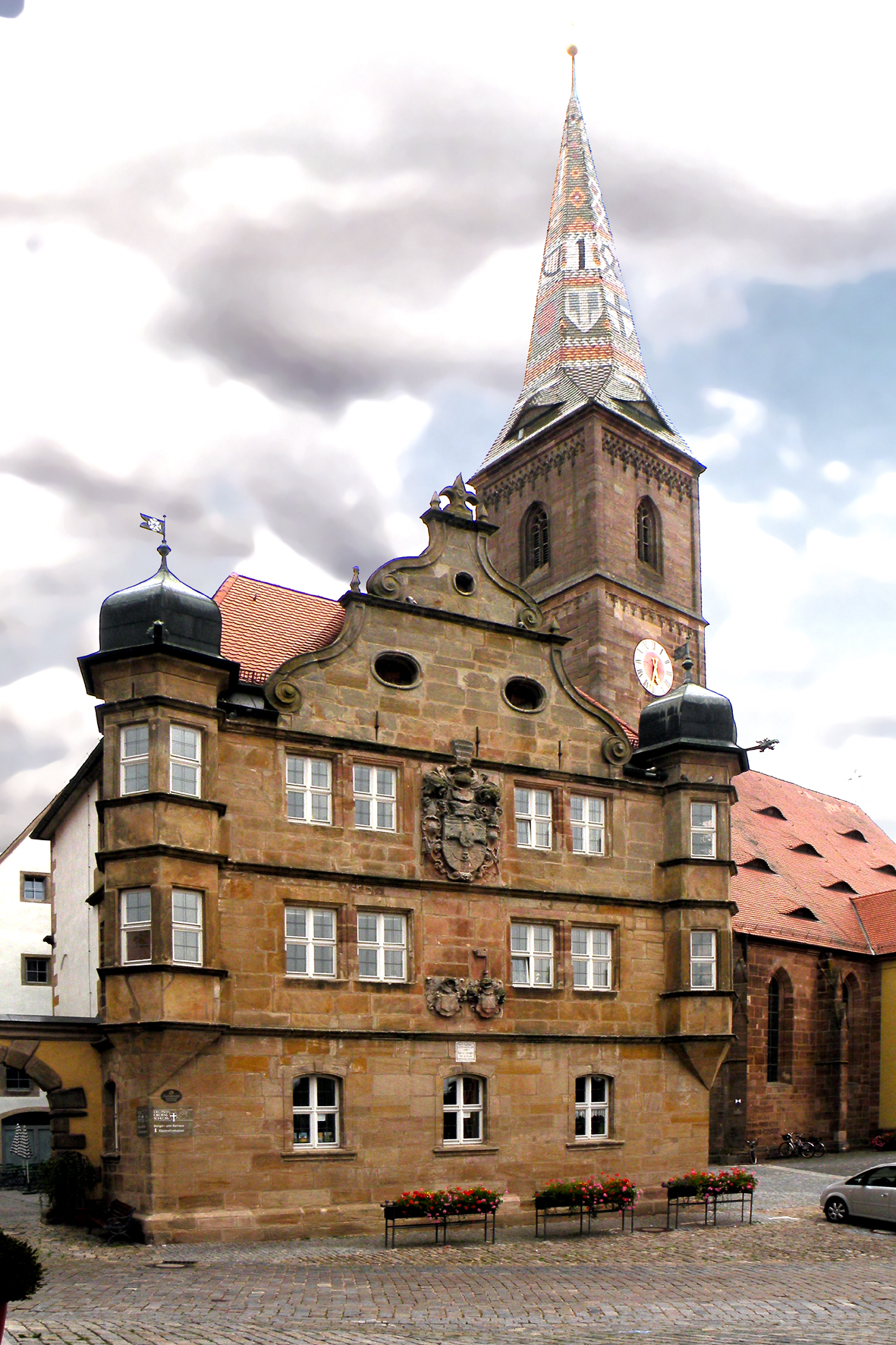
Бывший дом Немецкого ордена и мюнстер -католическая кафедральная церковь, в которой и похоронен по предположению поэт

Интерьер церкви

- Донзнак (Франция)